# 羅茲索胡瓦塔 (赫梅利尼茨基州)
49°25′32″N 27°48′23″E / 49.42556°N 27.80639°E
羅茲索胡瓦塔（羅馬化：Rozsokhuvata）是位於烏克蘭西部的村莊，由赫梅利尼茨基州裡赫梅利尼茨基區的萊蒂奇夫市鎮負責管轄。該村面積0.58平方公里，海拔高度278米，2013年人口37，人口密度每平方公里160人。